# 76 (album)
76 je debutové studiové album nizozemského trance producenta a DJe Armina van Buurena.

## Seznam skladeb
| Všechny skladby navrhl, a také je jejich producentem, Armin van Buuren | Všechny skladby navrhl, a také je jejich producentem, Armin van Buuren     | Všechny skladby navrhl, a také je jejich producentem, Armin van Buuren | Všechny skladby navrhl, a také je jejich producentem, Armin van Buuren | Všechny skladby navrhl, a také je jejich producentem, Armin van Buuren |
| Pořadí                                                                 | Název                                                                      | Autor                                                                  | Producent                                                              | Délka                                                                  |
| ---------------------------------------------------------------------- | -------------------------------------------------------------------------- | ---------------------------------------------------------------------- | ---------------------------------------------------------------------- | ---------------------------------------------------------------------- |
| 1.                                                                     | Prodemium                                                                  | Armin van Buuren                                                       |                                                                        | 2:05                                                                   |
| 2.                                                                     | Precious                                                                   | Armin van Buuren                                                       |                                                                        | 6:58                                                                   |
| 3.                                                                     | Yet Another Day (featuring Ray Wilson)                                     | Armin van Buuren, Ray Wilson                                           | Ray Wilson                                                             | 5:24                                                                   |
| 4.                                                                     | Burned With Desire (featuring Justine Suissa)                              | Armin van Buuren, Justine Suissa                                       |                                                                        | 5:53                                                                   |
| 5.                                                                     | Blue Fear 2003                                                             | Armin van Buuren                                                       |                                                                        | 7:33                                                                   |
| 6.                                                                     | From the Heart (featuring System F)                                        | Armin van Buuren, Ferry Corsten                                        | Ferry Corsten                                                          | 7:30                                                                   |
| 7.                                                                     | Never Wanted This (featuring Justine Suissa)                               | Armin van Buuren, Justine Suissa                                       | Justine Suissa                                                         | 4:53                                                                   |
| 8.                                                                     | Astronauts                                                                 | Armin van Buuren                                                       |                                                                        | 5:36                                                                   |
| 9.                                                                     | Stay (featuring Krezip)                                                    | Jacqueline Govaert                                                     |                                                                        | 5:08                                                                   |
| 10.                                                                    | Wait for You (Song For The Ocean) (Original Mix) (featuring Victoria Horn) | Armin van Buuren, Victoria Horn                                        |                                                                        | 7:12                                                                   |
| 11.                                                                    | Sunburn                                                                    | Armin van Buuren                                                       |                                                                        | 6:16                                                                   |
| 12.                                                                    | Communication                                                              | Armin van Buuren                                                       |                                                                        | 4:16                                                                   |
| 13.                                                                    | Slipstream (Original Mix) (featuring Airwave)                              | Armin van Buuren, L-Vee                                                | L-Vee                                                                  | 7:07                                                                   |

## Singly
Album obsahuje tři následující singly:
- Yet Another Day – vydán 2002
- Sunburn – vydán 2002
- Burned With Desire – 2003